# 松坂屋

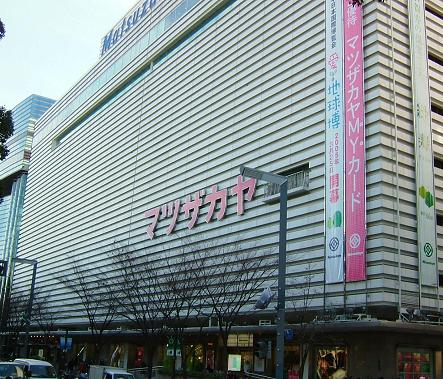
松坂屋名古屋店本館。該店為松坂屋的總店。

松坂屋（日语：／ Matsuzakaya */?）是一家日本連鎖百貨公司。1611年以吳服店（和服專賣店）創立，1910年轉型為百貨公司，是日本歷史最悠久的百貨公司。現為J. Front集團旗下的株式會社大丸松坂屋百貨店營運的百貨店屋號（品牌）。
松坂屋總店位於名古屋市中區的榮，其他分店包括名古屋市中村區、豐田市、東京上野、銀座、静岡市、高槻市等。
而子公司「橫濱松坂屋」的店舖位於橫濱市，始創於1864年，受金融海嘯衝擊下，也宣布於2008年10月26日結業。
曾在札幌市、岡崎市、大阪市、海外的香港、巴黎和洛杉磯設有分店舗，但已結業。

## 概要
松坂屋主力於東海地方，在名古屋市等中京圈擁有壓倒性地位。代表花為嘉德麗雅蘭，廣告標語為「連結生活與文化的松坂屋」。
戰後一段時期曾超越三越及高島屋，成為日本第一銷售額的百貨店企業。與三菱東京UFJ銀行（舊東海銀行）的前身之一伊藤銀行（曾成為東海銀行及UFJ銀行）、有「名古屋的帝國飯店」之稱的名古屋觀光大飯店、名古屋商工會議所有所淵源，為近代名古屋的著名企業。
松坂屋是日本百貨業界首間採用電梯小姐、制服完全洋裝化的百貨。
地方高齡市民多稱松坂屋為「伊藤樣」。
2010年迎接百貨店開業100周年，2011年迎接「伊藤吳服店」創業400周年。

## 歷史
- 1611年（慶長16年）- 織田家小姓的後代伊藤蘭丸祐道（日语：伊藤祐道）在名古屋本町開設 和服店「伊藤吳服店」。

之後祐道在大坂夏之陣加入豐臣方戰死，吳服店暫時關店。
- 1659年（万治2年）- 祐道遺子伊藤次郎左衞門祐基在名古屋茶屋町重開和服批發店。
- 1736年（元文元年）- 轉為和服零售商。成為德川家的和服御用商。
- 1740年（元文5年）- 成為尾張藩的和服御用商。
- 1745年（延亨2年）- 京都室町錦小路開店。1749年（寛延2年）移至新町通六角町。
- 1768年（明和5年）舊曆4月5日（5月20日） - 前進江戶。收購上野的「松坂屋」，並改稱為「伊藤松坂屋」。
- 1805年（文化2年）- 於江戶大傳馬町開設棉花批發店龜店（かめだな）。因此松坂屋也被稱為鶴店。
- 1854年 - 當主治朗左右衛門婚禮。作為祝儀曲的地歌曲《花之緣》由吉澤檢校作曲。
- 1875年（明治8年）- 前進大阪。收購高麗橋（日语：高麗橋）和服店「惠比須屋」，於新町通開設「惠比須屋伊藤吳服店」。
- 1881年（明治14年）- 名古屋茶屋町角開設伊藤銀行（日语：伊藤銀行）（現三菱東京UFJ銀行）。

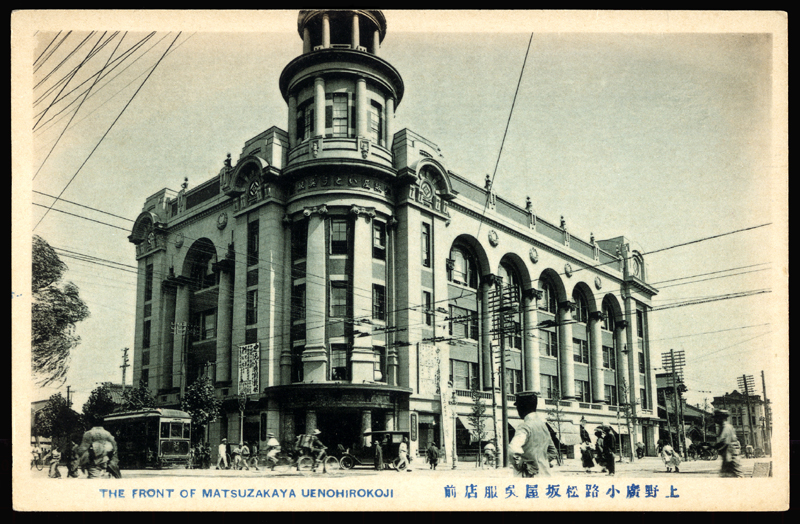
松坂屋東京上野古繪葉書

- 1907年（明治40年）- 上野店改組為「合資會社松坂屋伊藤吳服店」。
- 1910年（明治43年）- 設立「株式會社伊藤吳服店」（資本額50萬日圓）。
於名古屋榮町開設百貨店。
- 1911年（明治44年）- 組成伊藤少年音樂隊。之後發展為東京愛樂交響樂團（日语：東京フィルハーモニー交響楽団）。
- 1924年（大正13年） - 銀座店開店。全館可穿鞋入場。
- 1925年（大正14年）- 全店名稱統一為「松坂屋」。從此時開始支援緬甸獨立運動家。
- 1957年（昭和32年）- 嘉德麗雅蘭成為代表花。
- 1961年（昭和36年）- 與蓮娜·麗姿（日语：ニナ・リッチ）（法國高級服裝定製）簽訂獨家代理契約[1]。※現為 伊藤忠商事。
- 1964年（昭和39年）- 與亨利·普爾（日语：ヘンリー・プール）（英國西裝設計商）合作

松坂屋廣告曲《回首松坂屋》誕生（作詞永六輔、作曲中村八大）。
- 1972年（昭和47年）- 名古屋店增建北館。參加大丸CBS集團，開始業務合作。
- 1973年（昭和48年）- 成立「松坂屋之友會」。
- 1985年（昭和60年）1月，16代伊藤次郎左衞門會長過世，鈴木正雄（日语：鈴木正雄）就任會長。同年4月的臨時董事會，創業家族的17代伊藤次郎左衞門（鈴三郎）社長就任會長，鈴木正雄就任社長。之後1991年度就任會長。
- 1991年（平成3年） - 名古屋店增建南館。開設「松坂屋美術館」。
- 1997年（平成10年） 11月，鈴木正雄氏因總會屋（日语：総会屋）利益輸送事件辭去顧問一職。
- 2003年（平成15年）- 名古屋店南館擴張。超越東武百貨店池袋店成為日本最大的百貨店。
- 2005年（平成17年）- 財力雄厚的村上基金（日语：村上ファンド）收購約10%股份。
- 2006年（平成18年）9月1日 - 成立純持股企業「株式會社松坂屋控股」。
- 2007年（平成19年）9月3日 - 與大丸的共同持股企業「J. Front零售株式會社」成立。松坂屋控股下市。11月1日，J. Front零售與松坂屋控股合併。松坂屋成為J. Front零售的直接子公司。
- 2010年3月1日 - 合併株式會社大丸，更名為「株式會社大丸松坂屋百貨店」。高槻店成為大丸京都店分店。

## 商號
由於有時會與三重縣「松阪市」混淆，常誤寫為松阪屋。另外，其標誌由於酷似松阪商人三井家家紋也是原因之一。
原先商號取自創業者伊藤蘭丸祐道苗字命名為伊藤屋。伊藤蘭丸祐道祖先為織田信長小姓。被稱為「伊藤丸」的標誌中間為「井桁」與「藤」，「井」＋「藤」即代表「伊藤」（讀音相同）。
「松坂屋」源自於1707年伊勢松坂（現松阪市）出身的商人太田利兵衛所創立的吳服店（今日上野店的前身），創業時以出身地命名為松坂屋。當時的松坂是木綿（松阪木綿）的主要供給地，也是呉服的原料之一。
1767年，伊藤屋收購松坂屋後，因松坂屋已具有知名度，因此江戶的商號持續使用「松坂屋」（相同的案例有源自橫濱的松屋）。進入大阪時也以同樣理由收購「惠比須屋」。之後再以建立全國連鎖網的理由將全部店名統一為東京使用的「松坂屋」。

### 松坂屋御家騒動
第二次世界大戰後，公司共發生兩次御家騷動。
首次御家騷動發生於1980年，當時社長伊藤鈴三郎遭到其兄16代伊藤次郎左衞門會長與鈴木正雄合力逼退下台的宮廷革命。
當時在伊藤鈴三郎體制下採取擴大路線，但札幌松坂屋的失敗與橫濱野澤屋業績不佳等種種影響下，16代次郎佐衛門會長為了讓其子伊藤洋太郎提早成為繼任者而與鈴木正雄合作。
第二次御家騷動一樣有鈴木正雄參與。1985年4月，名古屋松坂屋本店召開臨時董事會，16代伊藤次郎左衞門會長去世前3個月從副社長就任會長的鈴木正雄就任社長，創業家族伊藤洋太郎（17代伊藤次郎左衞門）社長轉任無權的會長，為松坂屋370多年歷史中首次由外人掌權。鈴木本人雖然表示「我不想擔任這項工作。但大家都不願意出任」，但實際上可說是與親信合作下取得實權的政變。之後1991年連任會長，1993年起轉任顧問的鈴木繼續握有實權，直到1997年11月總會屋利益輸送事件爆發後辭職為止
。

## 松坂屋控股成立至經營整合
2005年至2006年，資本雄厚的村上基金成為松坂屋大股東，經營權開始動搖。對此，為了建立一個迅速且靈活的管理決策系統，並讓集團各公司責任與盈利能力明確化，決定轉移股權成立「株式會社松坂屋控股」（松坂屋HD），成為控股公司體制。
但在變更體制後不到一年，松坂屋宣布將與大丸經營整合。松坂屋控股成立1年後的2007年，共同持股公司「J. Front零售株式會社」 (JFR) 成立，松坂屋控股併入JFR。

## 分店

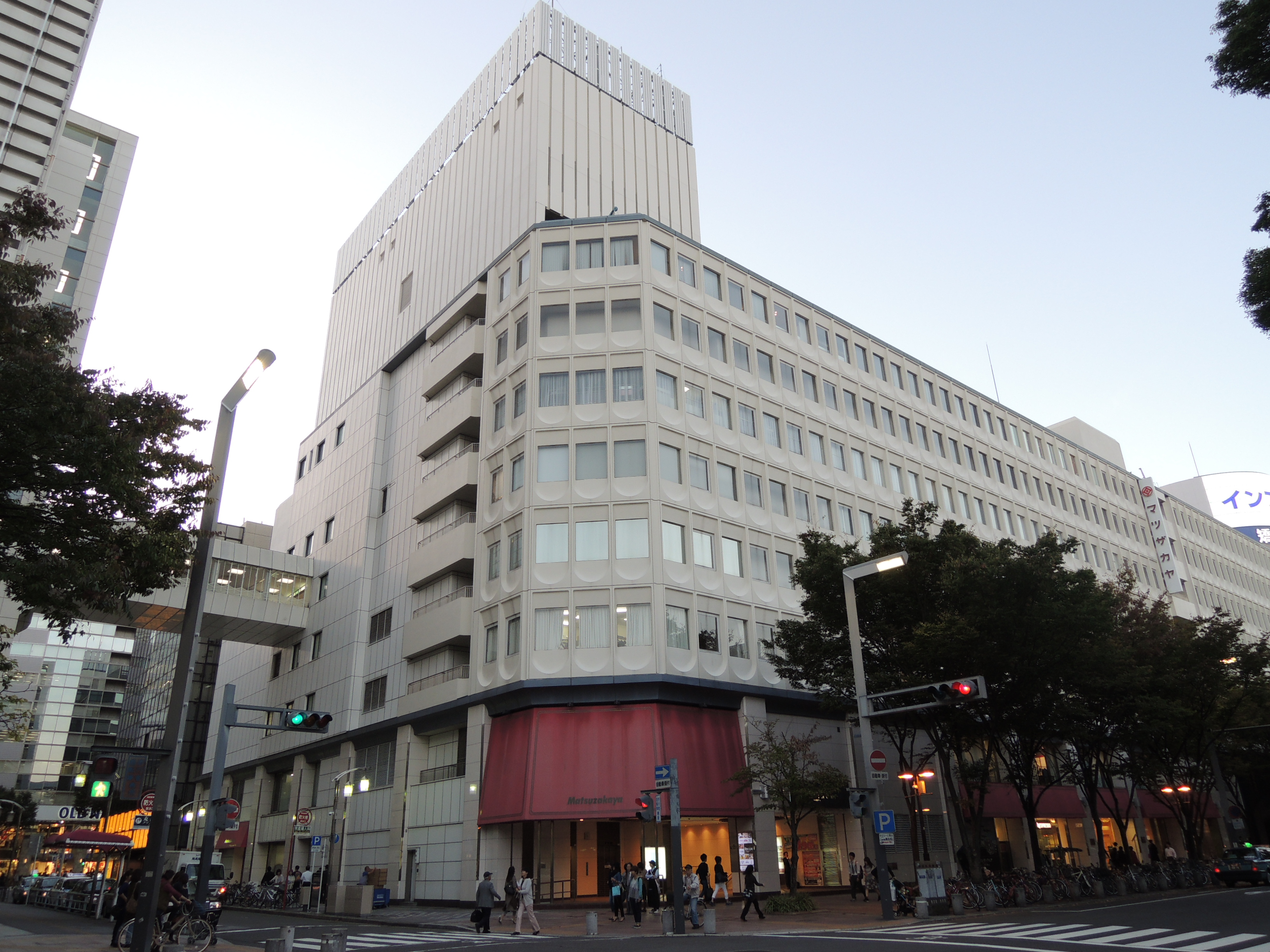
名古屋店北館

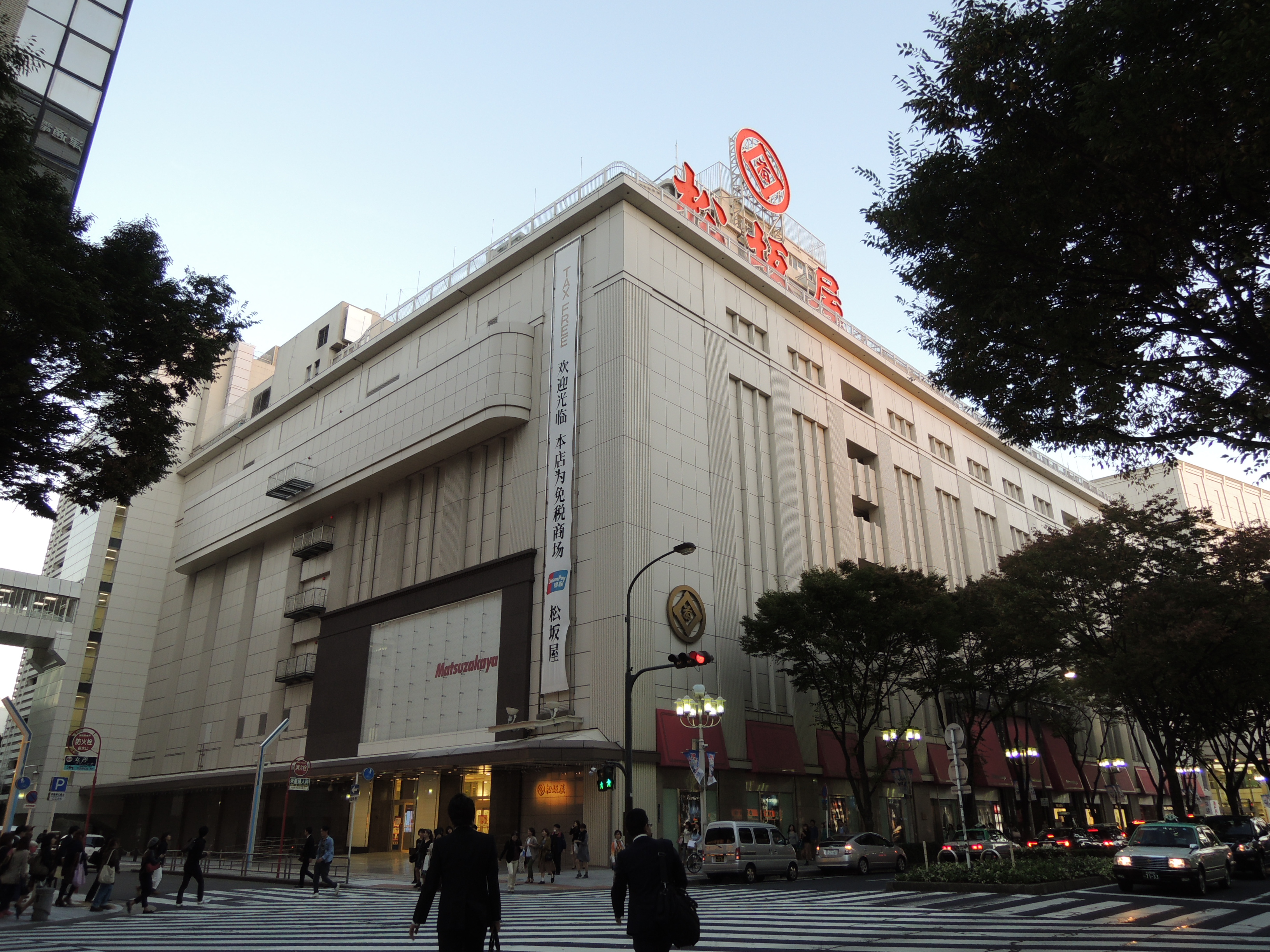
名古屋店本館　大津通側

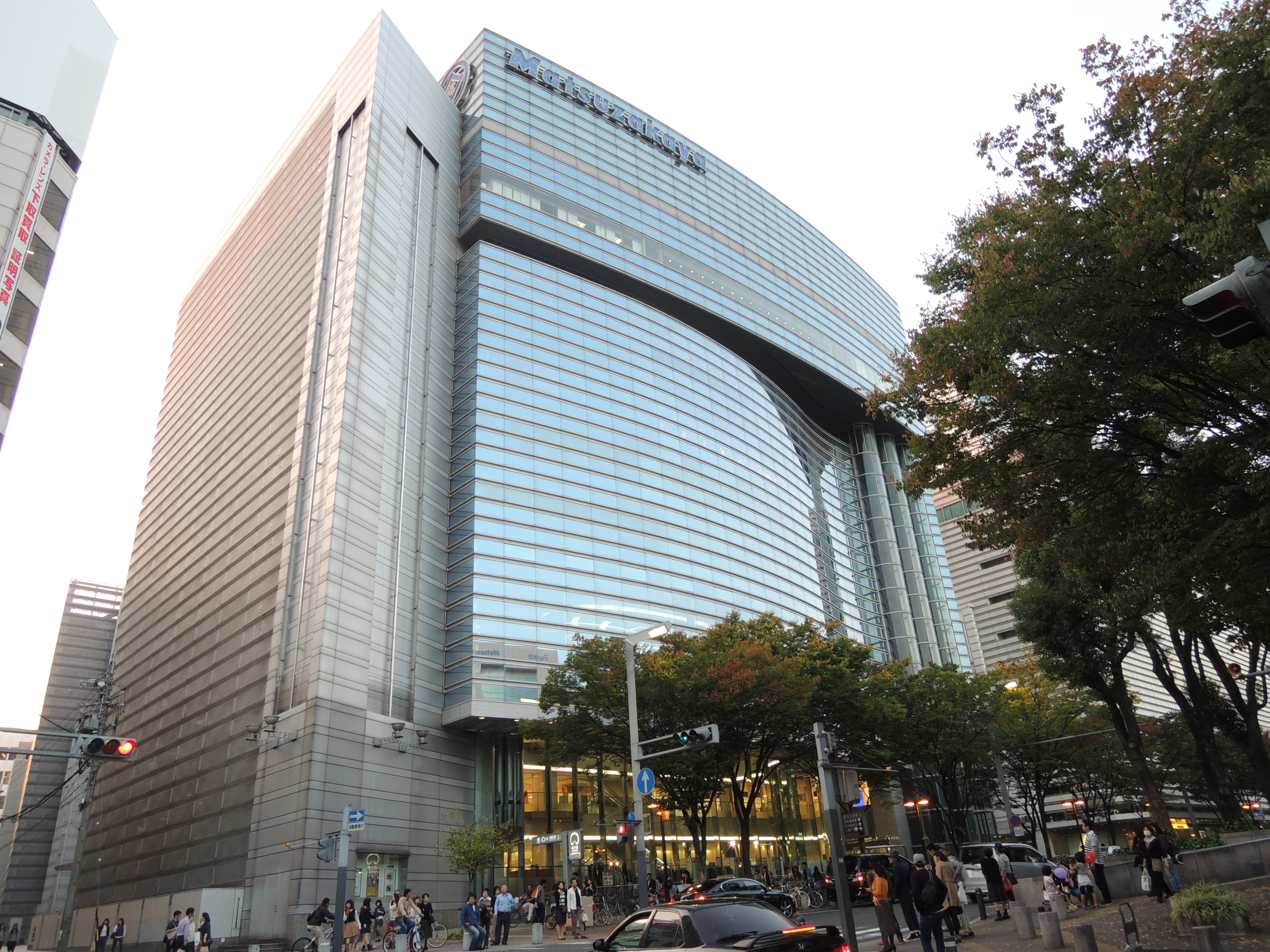
名古屋店南館

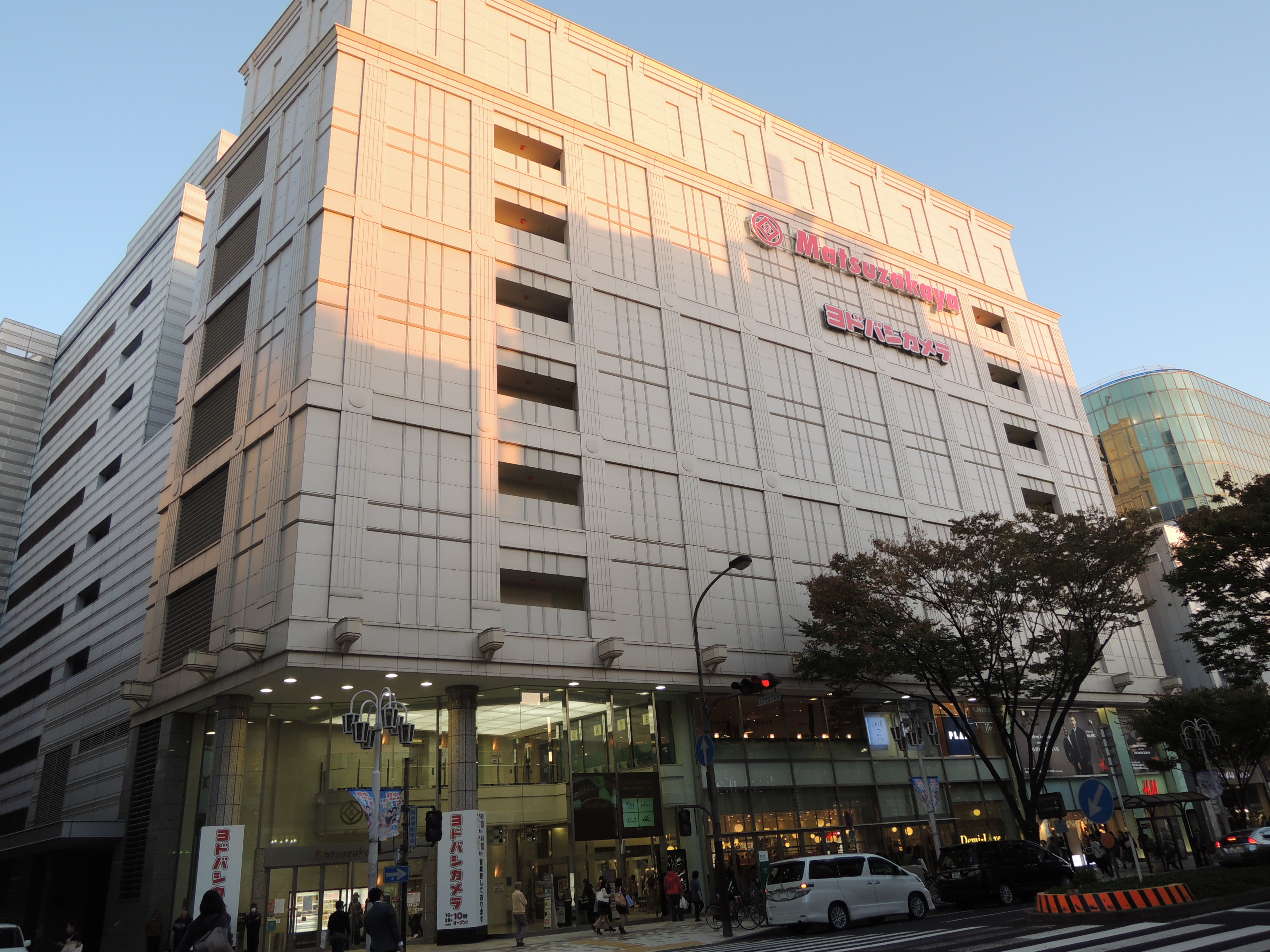
名古屋店新南館
附有友都八喜的商標

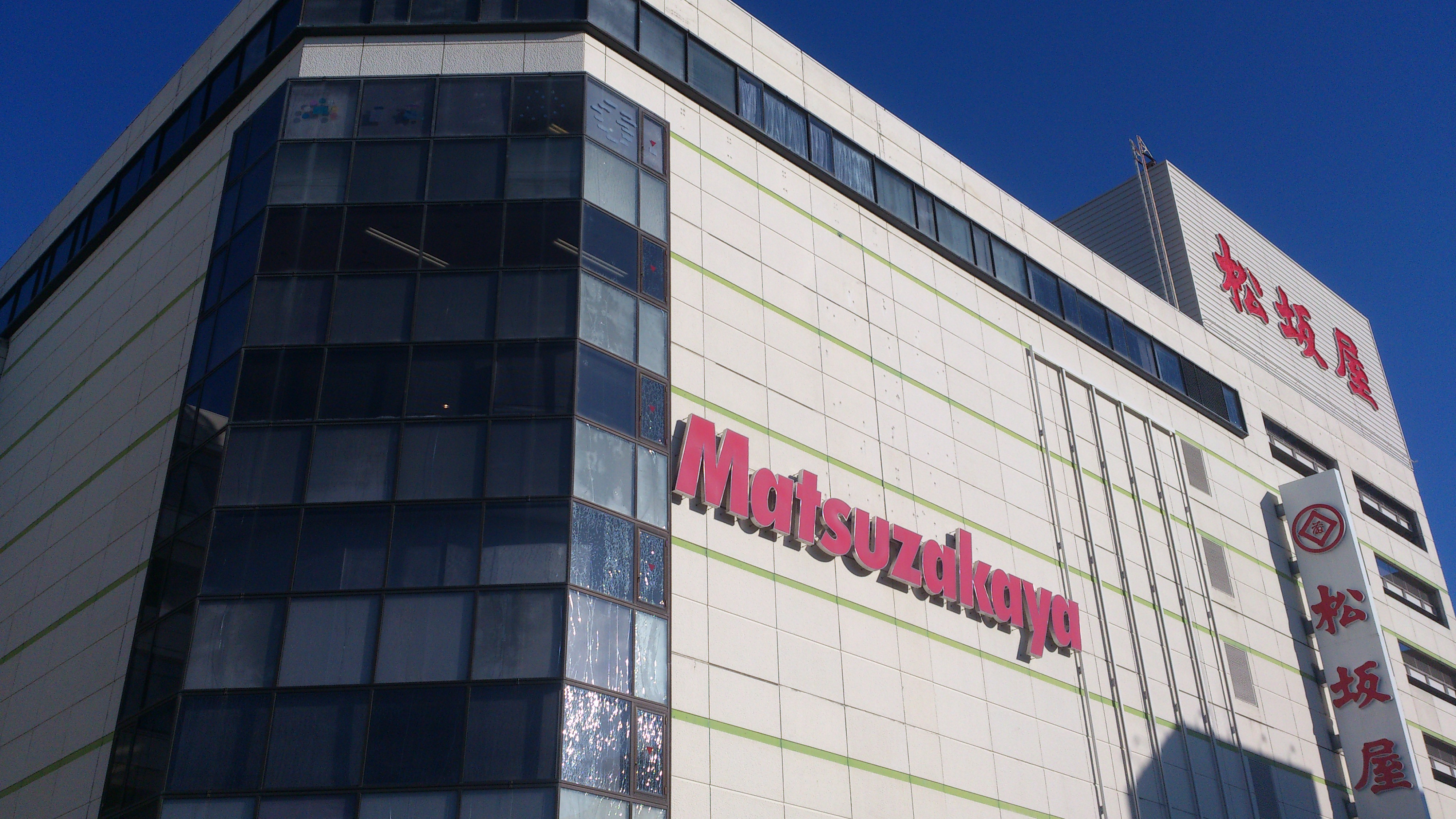
豐田店（愛知縣豐田市）

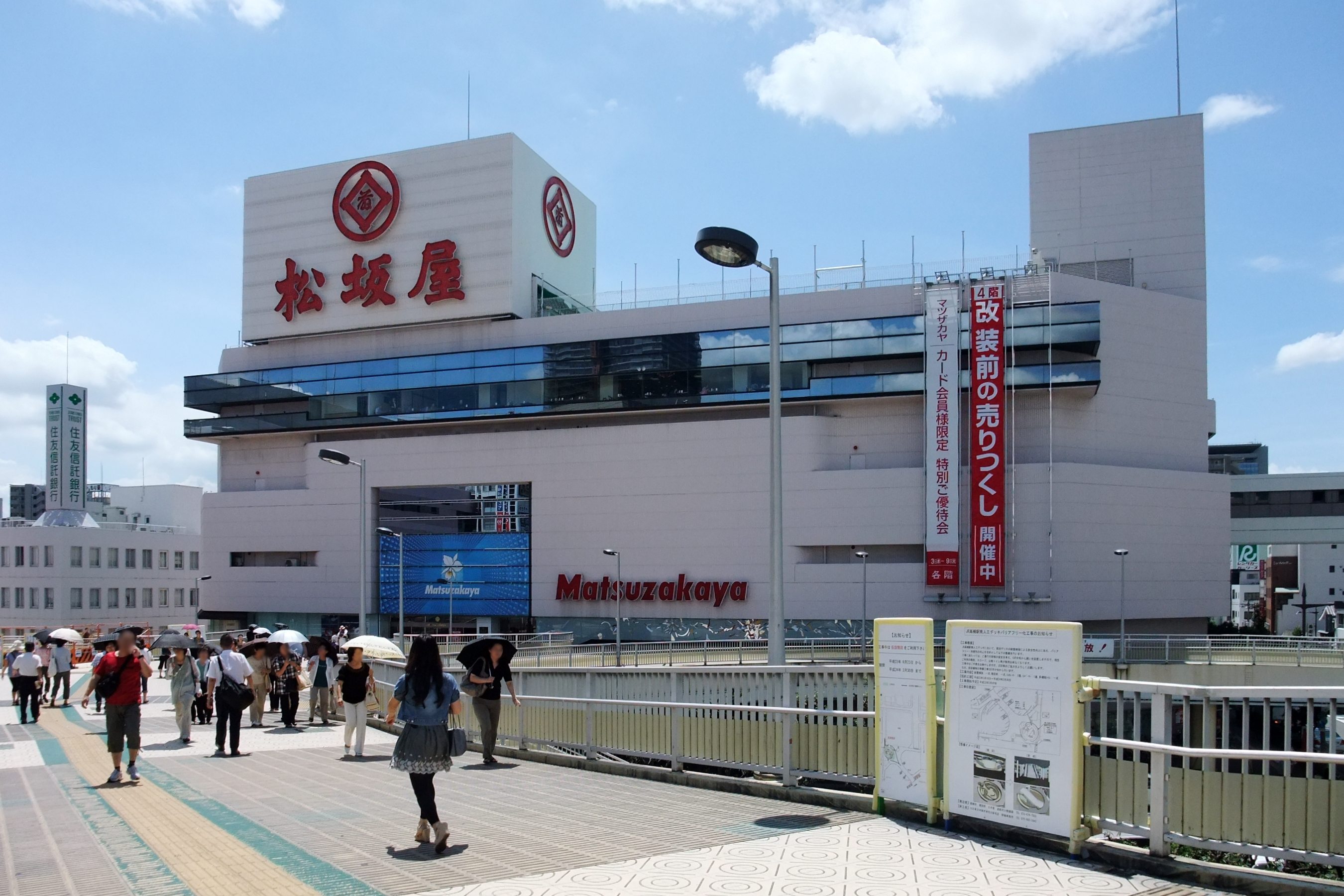
高槻店（大阪府高槻市）

名古屋店
地址：名古屋市中區榮三丁目16番1號（名古屋市營地下鐵名城線矢場町站5、6號出口）
商店面積：86,758m2。
1611年：「伊藤吳服店」創業（本町）。
1659年：吳服小間物問屋開業（茶屋町，中區丸之內二丁目5番10號，現Iris愛知）。
1910年：創立「株式會社伊藤吳服店」。進駐榮町（中區榮三丁目4番5號，現SKYLE（スカイル）的位置）。文藝復興式風格的3層西洋建築。
1925年：移至名古屋南大津町（現址）。
舊本店。松坂屋的旗艦店，在與大丸經營整合後不再稱作「本店」（但常客仍舊稱為「本店」）。共由本館、南館、北館3館組成。
2003年南館增建以後至2014年近鐵百貨店阿倍野HARUKAS本店（100,000m2）開店為止，是日本商店面積最大的百貨店。
2011年春季起，館內進行大規模整修工程，2012年4月28日完成第1期工程。南館4樓於2011年9月14日開設「松坂屋相片室」，開拍設證照相片與出差證明。接著在2012年3月2日，與銀座店與大丸各店一同展開的年輕女裝賣場「ufufu girls（うふふガールズ）」於2樓開幕，4月21日H&M以「國內最大店鋪面積」為號召，於1樓與地下1樓開店。另外，本館、南館、北館外觀皆有不同，南館先行開幕的久屋大通側也與增建的大津通側（新南館）外觀不同。
2013年3月20日，原在OASIS21的神奇寶貝中心進駐本館5樓。
作為名古屋市內的主要百貨店，與名鐵百貨店本店、丸榮、名古屋三越（榮店、星丘店）、JR名古屋高島屋合稱為4M1T。長年位居市內百貨店營業額榜首，2011年3月月營業額首次遭到JR名古屋髙島屋超越，之後於2015年2月公布的年營業額更落後約4億日圓。
鄰接名古屋PARCO。在PARCO成為J. Front零售子公司後，與名古屋PARCO共同合作推出清倉拍賣。
友都八喜於2015年10月29日在南館4～6層開幕。
北館以紳士服、紳士用品為主，2016年4月21日以「GENTA（ジェンタ）」重新開幕。
禮品店
安城禮品店：安城市三河安城本町一丁目29番地
半田禮品店：半田市山代町一丁目106番地1
豐田店
地址：愛知縣豐田市西町六丁目85-1　T-FACE（名鐵三河線豐田市站、愛知環狀鐵道新豐田站之間）
商店面積：18,220m2。
2001年：接替豐田SOGO開業。
上野店
地址：東京都台東區上野三丁目29番5號（自江戶時代起一直在同一地點的東京百貨店僅有本店與日本橋三越。）
1768年：由松坂屋收購。為「伊藤松坂屋」
1830年：記載於「東都名所上野廣小路之圖」。
1855年：因安政大地震重建。
1868年：彰義隊與官軍爆發上野戰爭，此地為官軍本營。
1907年：上野店改組為「合資會社松坂屋伊藤吳服店」。改為陳列式銷售，增加雜貨、家庭用品等商品。
1917年：新本館（6,600m2）完成。
1923年：因關東大地震燒毀。1個月後開設臨時營業所，2個月後開設臨時分店。
1929年：本館重建。設置10座電梯。日本國內首次配置電梯小姐。民間首度設置自動交換式電話。
1930年1月1日：地下賣場與地下鐵廣小路站直通。
1931年：推出兒童餐。
1957年：南館（地下3層、地上7層）增建。賣場面積與本館合計達35,213m2。
2014年3月11日：南館結束營業。南館計畫改建為23層複合式大樓，主要租戶包括PARCO與TOHO CINEMAS。
2017年秋：預定新南館開業。
靜岡店
地址：靜岡市葵區御幸町10番地之2（JR靜岡站前，靜岡站北口地下道直通）
商店面積：25,452m2。本館與北館合計。
1932年：開店
1971年：本館全面改建完工
1996年9月：北館完工，成為該市最大的百貨店。1997年度營業額達347億日圓，近年因消費力降低，2011年度滑落至229億日圓。
禮品店
富士禮品店：富士市永田町二丁目51番地之2
高槻店
地址：大阪府高槻市紺屋町2番1號（JR京都線高槻站步行1分）
商店面積：20,642m2。營運上為大丸京都店的分店。競爭對手為高槻阪急。
1979年：開店

## 過去的分店

### 直營店

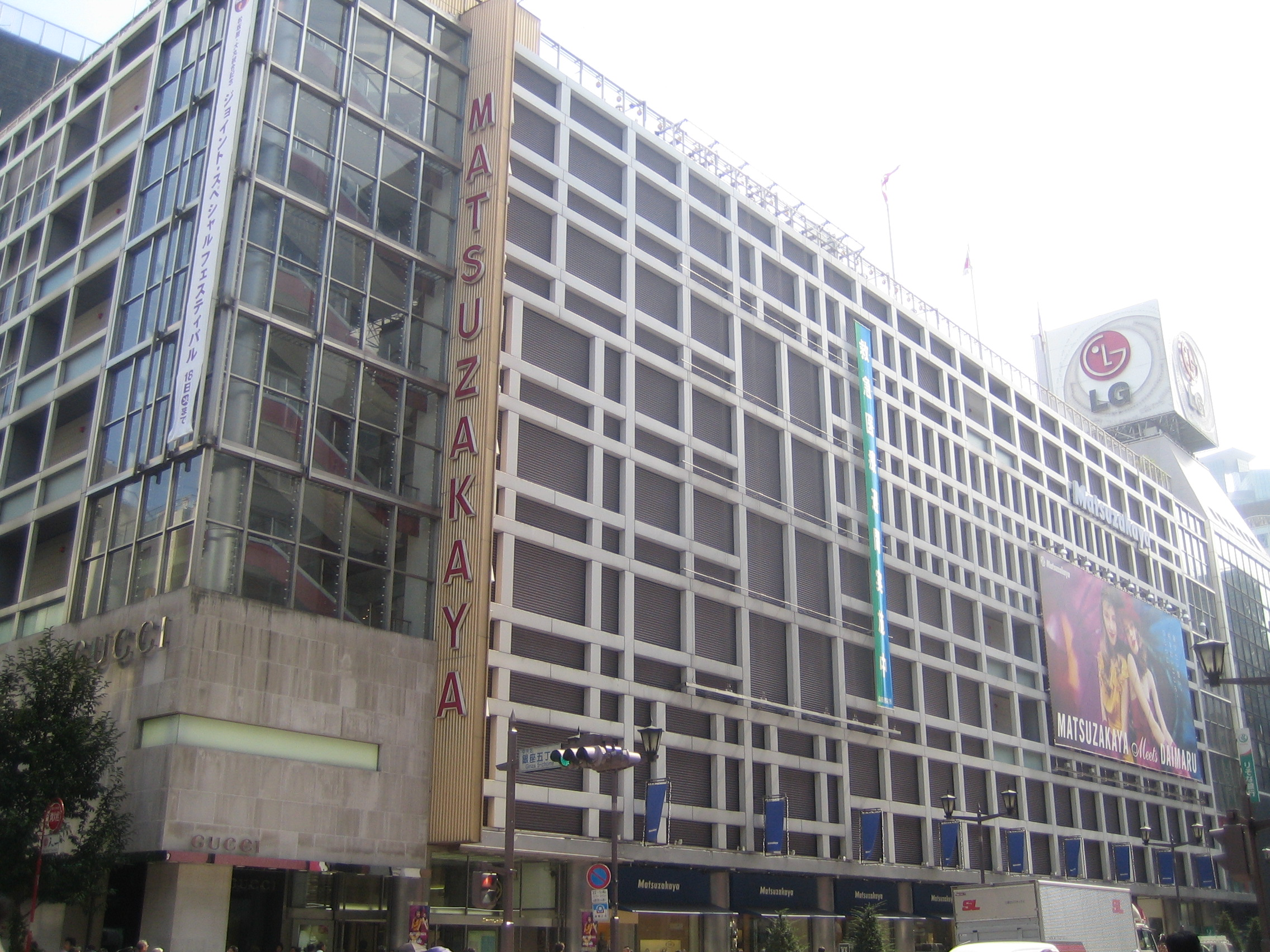
銀座店（2007年9月）

- 銀座店

1924年開店。2013年6月30日閉店。
地址：中央區銀座6-10-1
商店面積：25,352m2。本館與別館合計。
銀座地區最古老、首間開放穿鞋進入的百貨店。
本店是「J. Front零售」登記上的本店，但事務所在八重洲二丁目。
本店因建物老化而關閉，計畫與鄰接大樓一同改建為地上13層、地下6層的複合式辦公商業大樓，2014年4月2日動工。商業區域將以專門店を主體。2017年（平成29年）4月20日GINZA SIX開幕。
- 市川店（上野店分店）

1977年開店。1999年8月22日閉店。
地址：千葉縣市川市市川1-5-17 道口大樓（JR總武線市川站北口，千葉街道旁）
該大樓於2000年3月1日開設Olympic市川店。
閉店後曾在旁邊的市川GRAND HOTEL開市「市川禮品店」，已於2008年閉店。現在仍持續以「外商市川出張所」及「市川學生服廣場」營業。

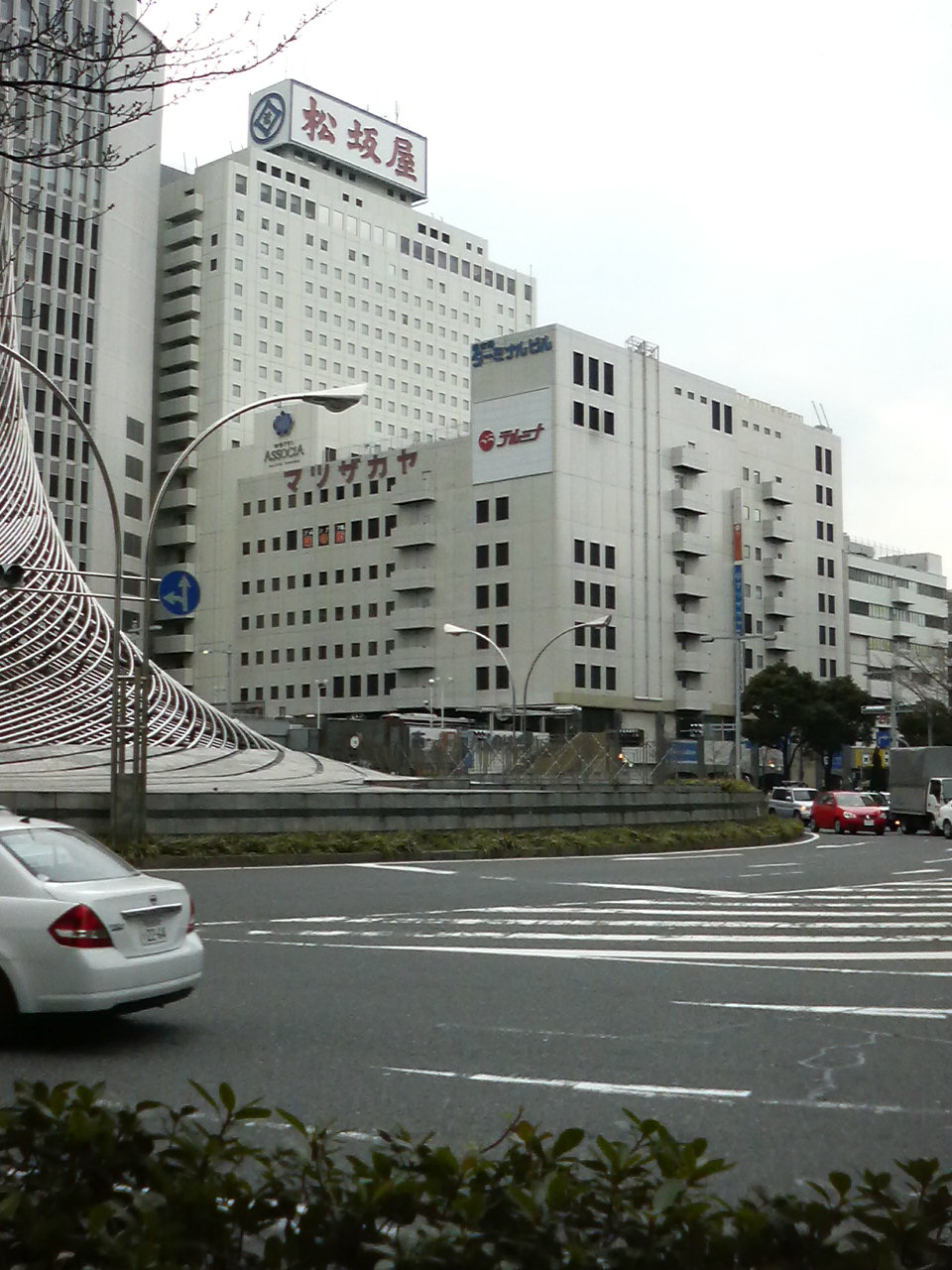
名古屋站店（現已拆除）

市川市市川1-3-18 明治安田生命市川大樓2樓。
- 名古屋站店

1974年開店。2010年8月29日閉店。
地址：名古屋市中村區名站1-1-2　名古屋總站大樓
商店面積：16,521m2。
名為「名古屋站店」。地方也稱作「站店」、「名站店」。
隨著JR東海改建該大樓的構想提出，2010年退出開始進行改建工程。最初仍有計畫於新大樓展店，但在泡沫經濟後的JR中央大廈百貨店招募問題與JR東海發生摩擦等等因素下，最終兩者未能達成共識。同時，松坂屋也未公布在該地區展店的計畫。
另外，因為松坂屋的退出，JR名古屋高島屋與三省堂書店等將接替入駐。
- 岡崎店

1971年4月10日開店。2010年1月31日閉店。
地址：愛知縣岡崎市康生通西3-15-4　岡崎購物中心CREO
原址由青木超市岡崎康生店於2015年4月21日開幕。
- 四日市店

1991年開店。2001年5月31日 閉店。
地址：三重縣四日市市安島1-3-31　AM Square（アムスクエア）　近鐵四日市站西口。
松坂屋撤退後暫時由AM Square單獨營業，2002年7月至2004年11月成為廢棄大樓。
2005年3月12日，三井不動產集團開設「LaLa Square四日市」。APiTA四日市店、109CINEMAS等進駐。

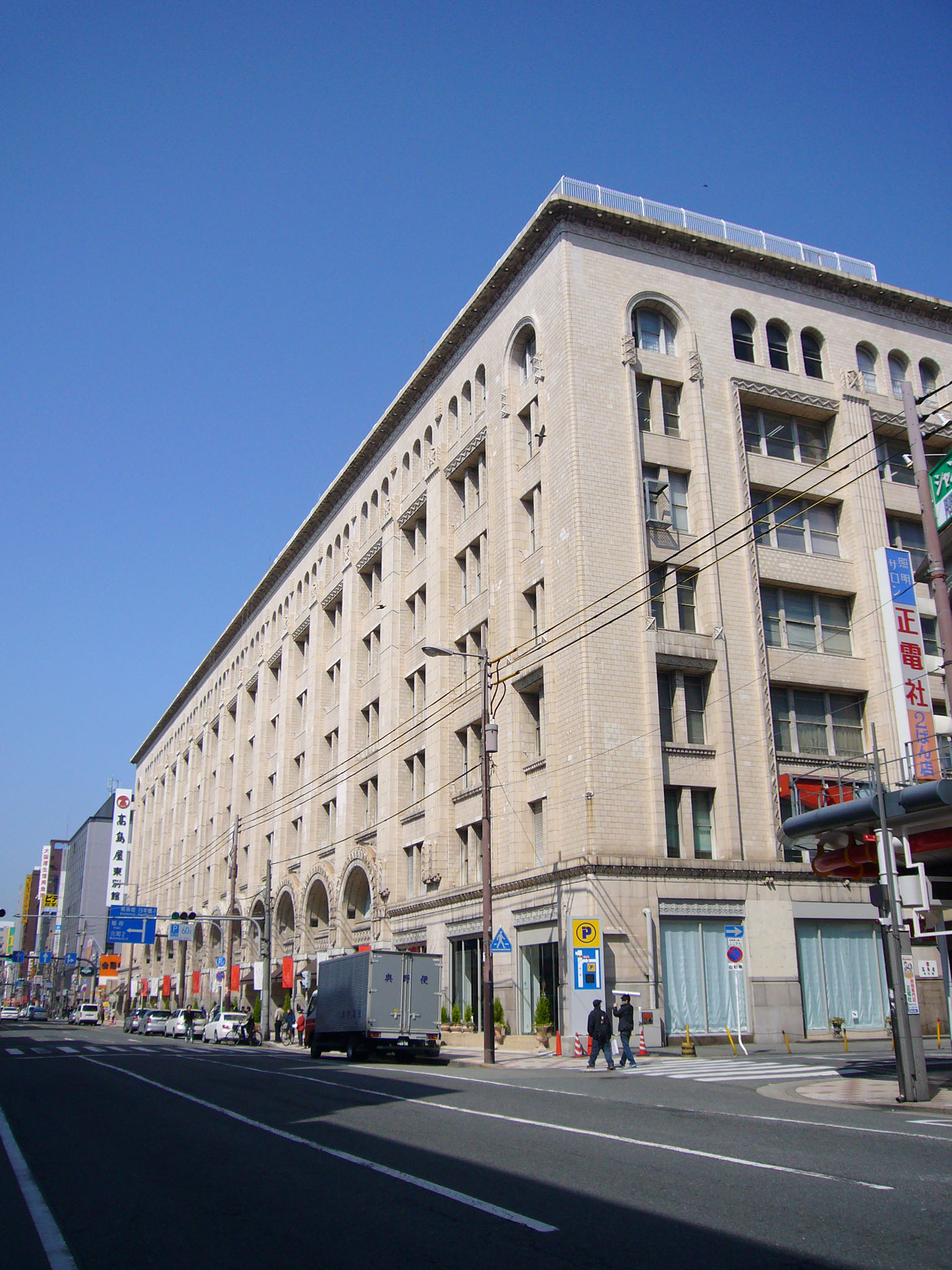
高島屋東別館
（松坂屋大阪店～1966）

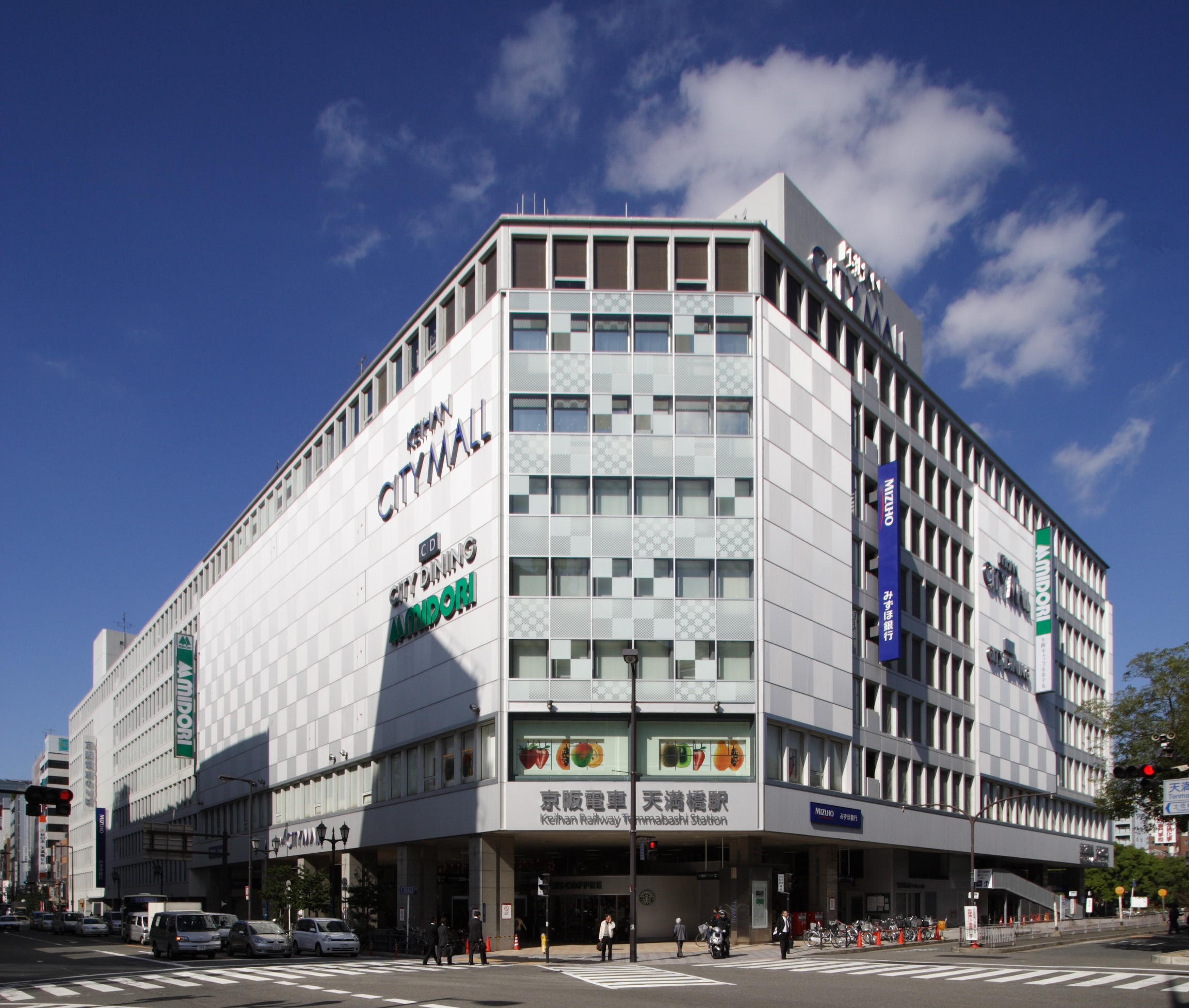
京阪CITY MALL
（松坂屋大阪店～2004）

- 大阪店

1875年，松坂屋收購第1大區高麗橋1丁目（現中央區高麗橋1丁目）的吳服店「惠比須屋」，於第3大區新町通3丁目（現西區新町3丁目）開設「惠比須屋伊藤吳服店」。
1909年，「惠比須屋伊藤吳服店」關閉。
1923年，南區日本橋筋3丁目（現浪速區日本橋3丁目）開設「松坂屋伊藤吳服店大阪店」。
1938年，大阪店增建工事竣工（現高島屋東別館）。
1960年代前半，市電廢止改為興建地下鐵，堺筋的市電路線廢止加上附近未開設地下鐵車站等因素，認定大阪店周邊交通環境將惡化，業績無法好轉。新大阪店預定為大阪城西北部京阪天滿橋站地下化後的車站大樓。
1964年4月，京阪電鐵、松坂屋、竹中工務店3社出資的京阪大樓公司成立，公布京阪天滿橋站的地下4層、地上8層京阪大樓建設計畫。
1966年10月1日，移至東區京橋2丁目（現中央區天滿橋京町）。位於以「櫻花」與天神祭聞名的大川旁，規劃可眺望景色的休息室與餐飲店為賣點，並引進結婚場地、海外旅行沙龍、文化展覽空間、體育用品中心等，展現差別化。
但由於人口多集中於梅田為中心的「北」，心齋橋、難波為中心的「南」，天滿橋周邊商業地域較偏向辦公商區。總面積也不比市內其他主要百貨店，位於河岸也難以增建。
1973年、1976年分別加強時尚部門。1986年起至1988年進行全館改建，整編食品樓層「美食館」。。
1996年，長堀鶴見綠地線京橋 - 心齋橋間開通，人潮流往心齋橋。
1997年至1999年，食品樓層開設「食彩館」。全館五個樓層改建為女性時尚部門，1998年4月8日全新裝修開店。親近年輕人的裝修、引進知名租戶與業態轉換等方針未能提升來客數。
存在已久的松坂屋退出京阪側的風聲再次浮出檯面，時任社長岡田邦彥表示「競爭對手不斷出現，今後商圈將被奪走。是即使投資也不會得到回報的情況」，正式決定閉店。
2004年5月5日，閉店。
閉店後，松坂屋將該大樓的產權賣給京阪側。京阪展開大規模改建工程，2004年11月25日於地下2層開設食品賣場「DELISTA」（デリスタ），之後2005年5月27日「京阪CITY MALL」開幕。
- 樟葉店

1974年開店。2004年3月31日閉店。
地址：大阪府枚方市楠葉花園町15-1　樟葉購物商城街。
閉店後，建物成為樟葉購物商城西館，但隨著購物商城增建，2012年6月末關閉，現已拆除。
- 禮品店
  - 千間台（せんげん台）禮品店（埼玉縣越谷市）： 上野店營運。
  - 清水禮品店（靜岡市清水區）：靜岡店營運。
  - 燒津禮品店（静岡縣燒津市）：靜岡店營運。2014年1月31日閉店[26]。
  - 豐橋禮品店（愛知縣豐橋市）：名古屋店營運。現為自助洗衣店「晴天娃娃」（てるてるぼうず）。
  - 小牧禮品店（愛知縣小牧市）：名古屋店營運。現為「山屋（日语：やまや）小牧店」。
  - 多治見禮品店（岐阜縣多治見市）：名古屋店營運。
  - 大垣禮品店（岐阜縣大垣市）：名古屋店營運。
  - 高山禮品店（岐阜縣高山市）：名古屋店營運。
  - 各務原禮品店（岐阜縣各務原市）：名古屋店營運。
- 京都仕入店

1745年於室町姊小路開幕。1749年，移至現在的新町六角通下ル（京都市中京區）。因這一帶是和服的批發街而設店。之後成為染織設計的研究所（京都事業所），2010年8月底關閉，2012年拆除。
三井花園飯店京都新町 別邸在2014年3月25日於本地開幕。該飯店將京都仕入店的門面形象融入外觀設計，舊建物的屋梁也成為內部裝潢元素之一。

### 合作店

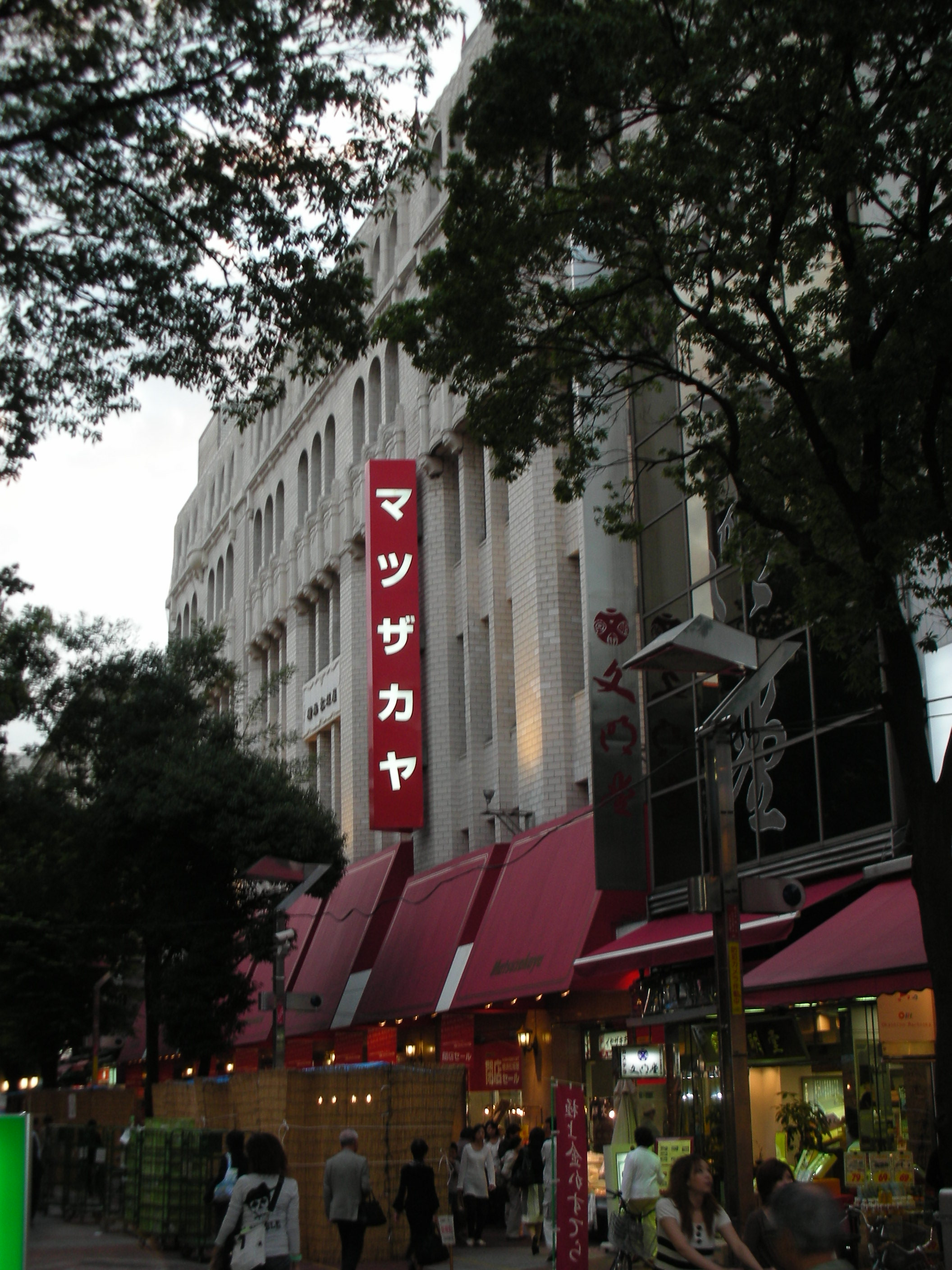
橫濱松坂屋

- 株式會社札幌松坂屋

地址：札幌市中央區南4條西4丁目1。
1974年6月8日開店。由內外綠地開發營運
1979年4月，與伊藤洋華堂合資，改稱為「York松坂屋」（ヨークマツザカヤ）。
1994年3月，脫離松坂屋集團，為「Robinson's百貨店」札幌店。
2009年3月26日，全館整修為時尚大樓「SUSUKINO LAFILER」（ススキノラフィラ）。
伊藤洋華堂入駐地下食品賣場。
- 山形松坂屋

1956年（昭和31年）11月，地方商店街出資的「丸久」於山形市七日町2-7-2開業。
1971年，與松坂屋業務合作
1973年，移至鄰地（山形市七日町2-7-10）。更名為「丸久松坂屋」。
1980年，更名為「山形松坂屋」。
2000年8月，閉店。
2002年6/29，東邦企業營運的「NANA BEANS」（ナナビーンズ）開幕。
- 橫濱松坂屋

地址：橫濱市中區弁天通。
1864年，「野澤屋呉服店」創業。
1910年11月1日，「野澤屋」百貨店開業。地址為橫濱市中區伊勢佐木町1-5。
1968年，開始與松坂屋共同配送。商品券交換等活動與松坂屋建立起友好關係。
1974年（昭和49年），雙方資本合作，更名為「野澤松坂屋」。
受累於橫濱站西口的繁榮與伊勢佐木町的地層下陷，業績年年低迷。接著，以收購訛詐為名的橫井英樹開始收購股票，引起騷動。此時松坂屋以白衣騎士的角色加入股權協防，最終松坂屋成為最大股東。
1977年，松屋橫濱店撤退，野澤屋買下松屋土地建物作為西館，與原店（本館）之間建設連絡天橋。更名為「橫濱松坂屋」。
2008年（平成20年）10月26日，閉店。2010年（平成22年）拆除。
2012年（平成24年）2月8日，大丸COM開發營運的「Cattleya Plaza伊勢佐木」（カトレヤプラザ伊勢佐木）開幕。
- 其他

扇屋（千葉）、布袋屋百貨店（上田）曾有商品合作，但兩者之後加入佳世客集團（現永旺集團）後解除合作關係。

### 海外店舗
松坂屋百貨公司（香港）
與大型不動產公司恒隆集團的合資公司。恒隆也與白洋舍業務合作。
- 銅鑼灣店

百德新街恆隆中心內，共有4層。（地庫及一樓至三樓，地下只設入口，其餘為香港第一間開業的麥當勞餐廳及部分小型商店） 1975年4月22日開店。（地下麥當勞開業後3個月左右開業）1998年8月31日晚上十時半閉店。面積6,200m2。
- 金鐘店　1981年9月開店。小型店1,020m2[29]。

在1990年代中期因租金不斷上升而分別結業，1998年全面撤退。銅鑼灣原址其後改裝成商場出租，但現時被百老匯及H&M分別全部租出，並未真正設計為商場用途。
在香港日治時期，英資的連卡佛百貨公司曾被改為松坂屋，在日本投降後回復連卡佛名稱。
巴黎松坂屋
Galeries Lafayette, 40 boulevard Haussmann Paris France
巴黎奥斯曼大道拉法葉百貨內（面積65m2）
1978年3月，開設服務日本人觀光客的櫃台。
2005年8月31日，契約結束退出。

## 松坂屋美術館
松坂屋名古屋店南館7樓的美術館。1991年，隨著南館開幕。美術館並不擁有收藏品，主要為舉辦國內外各類型的展覧會。
另外，同樓層還有松坂屋史料室，舉行松坂屋歷史展覧會。

### 備註
1. ↑  最初預定在名古屋站附近的新建摩天大樓「JR GATE TOWER」展店，但因工程延期而更改地點。另外，該大樓騰出的空間則由BIC CAMERA進駐。
2. ↑  或說是1916年開店[13]。
3. ↑  因延伸淀屋橋而地下化的天滿橋，在本店入駐時已失去過去的終點站集客能力。
4. ↑  1966年開店時為20564㎡，1967年5月增至25864㎡，1969年12月達30750㎡，當時市內百貨店業界位居第6位
5. ↑  悠閒挑選獨特商品的方式為全館的營業額作出極大貢獻，之後陸續導入在名古屋店等分店
6. ↑  引進淳久堂書店、HMV等租戶
7. ↑  來客數從1995年度的725萬人滑落至2002年度的670萬人。

## 外部連結
- 松坂屋 （页面存档备份，存于）：公式ウェブサイト
- ホーム｜Ｊ．フロント リテイリング株式会社 （页面存档备份，存于）
- モージャー氏撮影写真資料 - 国立国会図書館デジタルコレクション （页面存档备份，存于）：終戦直後の松坂屋本店、1946年、国立国会図書館
- 松坂屋美術館(@museum_matsu)さん | Twitter （页面存档备份，存于） （日語）